# Commiphora angolensis
Commiphora angolensis (Engels: sand corkwood) is een soort uit de familie Burseraceae. Het is een veelstammige struik of kleine bladverliezende boom die een groeihoogte kan bereiken tussen 0,5 en 7,5 meter. De schors heeft een grijze kleur met bruine lenticellen en bladdert af in geelachtige papierachtige stukjes, waardoor de groene onderschors zichtbaar wordt. De bladeren zijn oneven geveerd met 2-4 paar blaadjes. De soort kan dicht struikgewas vormen. De soort staat op de Rode Lijst van de IUCN geklasseerd als 'niet bedreigd'.
De soort komt voor in het zuidelijke deel van tropisch Afrika en verder zuidwaarts, in de landen Angola, Namibië, Zambia, Zimbabwe, Botswana en Zuid-Afrika. Hij groeit daar in droge loofbossen en zandwoestijnen van de Kalahari, waar hij tezamen groeit met de boomsoort Baikiaea plurijuga. Verder groeit de struik ook in mopane-savannes. Hij kan groeien tot op hoogtes van 1280 meter.
Bepaalde delen van de boom worden in het wild geoogst voor lokaal gebruik. Zo is de wortel een belangrijke bron van water. Tevens wordt de wortel gebruikt bij de behandeling van diarree. Het hout wordt gebruikt voor het maken van gebruiksvoorwerpen.
... 
C. africana · 
C. caudata · 
C. gileadensis · 
C.  guidottii · 
C. kataf · 
C. myrrha · 
C. simplicifolia · 
C. wightii · 
C. wildii
...